# Zeche König Wilhelm
Die Zeche König Wilhelm war ein Steinkohlen-Bergwerk in Essen.

## Geschichte
1870 gründeten Friedrich Grillo und die Kölner Bergwerks-Verein AG die Gewerkschaft König Wilhelm, benannt nach dem damaligen König von Preußen und späteren Kaiser Wilhelm I. Unter dieser bergrechtlichen Gewerkschaft wurden nun Berechtsame von liquidierten Bergwerksunternehmungen im Nordwesten von Essen aufgekauft. So wurden die durch Wassereinbrüche ersoffenen Zechen Christian Levin und Neu-Cöln aufgekauft und die Sümpfung der miteinander verbundenen Grubenbaue in Angriff genommen.
Zunächst ging Neu-Cöln 1871 wieder in Betrieb. Die Sümpfung der Grubenbaue erforderte zusätzliches Kapital, das durch Umwandlung der Gewerkschaft in die Essener Bergwerks-Verein König Wilhelm AG 1872 erreicht wurde. Ab 1873 stand auch die Zeche Christian Levin wieder in Förderung. 1889 wurde vom Schalker Gruben- und Hüttenverein die Zeche Wolfsbank mit dem Nebenschacht Neuwesel aufgekauft. Im Jahre 1910 umfasste die König Wilhelm AG, die auch Zeche König Wilhelm genannt wurde, die Schachtanlagen Christian Levin 1 nebst Wetterschacht, Neu-Cöln 1, Wolfsbank 2/3, Neuwesel sowie die Kokerei Christian Levin und die Spezialkokerei Wolfsbank. Die Förderung betrug 800.000 Tonnen Fett- und Esskohle pro Jahr. Ab 1921 bestand ein Interessenverband mit dem Montankonzern der Gebrüder Stumm. Auf den Zechen Neu-Cöln und Christian Levin wurden neue Förderschächte niedergebracht.
Im Rahmen der Weltwirtschaftskrise wurden die Zechen Christian Levin und Neu-Cöln zusammengefasst unter Aufgabe des Förderstandortes Neu-Cöln. 1936 übernahm die Gebr. Stumm GmbH den Essener Bergwerks-Verein König Wilhelm komplett. Die Zeche Wolfsbank wurde fortan als selbständige Werksdirektion betrieben. 1943 verkaufte die Gebr. Stumm GmbH den gesamten Besitz König Wilhelm an die Friedrich Krupp AG Bergwerke Essen. Diese führte die Zechen als einzelne Bergwerke Christian Levin und Wolfsbank weiter.